# TBS Television (Japão)
JORX-DTV, com a marca TBS Television (japonês: TBSテレビ, Hepburn: TBS Terebi) é a estação principal da Japan News Network (JNN), de propriedade e operada pela subsidiária Tokyo Broadcasting System Television, Inc. da proprietária da JNN, a TBS Holdings. Atua na região de Kantō.
A TBS produziu o game show Takeshi's Castle, que é dublado e retransmitido internacionalmente. O canal também é o lar do Ultraman e da franquia Ultra Series de 1966 - ela própria um spinoff do Ultra Q, co-produzido e transmitido no mesmo ano - e seus spinoffs, a maioria, senão todos, feitos pela Tsuburaya Productions para a rede. Desde a década de 1990, é o lar de Sasuke (Ninja Warrior), cujo formato inspiraria programas semelhantes fora do Japão, por si só um spinoff do lendário game show da TBS Kinniku Banzuke que durou 7 temporadas.
Em 24 de maio de 2017, a TBS e cinco outras grandes empresas de mídia (TV Tokyo, Nikkei, Inc., WOWOW, Dentsu e Hakuhodo DY Media Partners) anunciaram oficialmente que estabeleceriam em conjunto uma nova empresa em julho para oferecer serviços de vídeo online pagos. A TBS Holdings se tornaria a maior acionista da nova empresa, Premium Platform Japan, com uma participação de 31,5%. Um funcionário da TBS Holdings, chamado Yasuhiro Takatsuna, tornou-se o novo presidente da empresa.